# Knoll
Knoll, Inc. es una empresa de diseño estadounidense que produce mobiliario de oficina, asientos, archivadores, almacenamiento, mesas, escritorios, telas (KnollTextiles) y accesorios para la oficina y domésticos. La compañía fabrica mobiliario doméstico diseñado por Mies va der Rohe, Harry Bertoia, Florence Knoll (Florence Schust), Frank Gehry, Charles Gwathmey, Maya Lin y Eero Saarinen bajo la división de la compañía KnollStudio. En la colección permanente del MoMA hay más de 40 diseños de Knoll.

## Historia
La compañía se fundó en Nueva York en 1938 por Hans Knoll. Las instalaciones de producción se trasladaron a Pensilvania en 1950. Tras la muerte de Hans en 1955, su mujer Florence Knoll tomó las riendas de la compañía. La sede central se encuentra en East Greenvile (Pensilvania), y los centros de producción se sitúa en Norteamérica (East Greenville, Grand Rapids, Muskegon y Toronto) e Italia (Foligno y Graffignana). Además, la compañía está listada en la Bolsa de Nueva York (NYSE) y comercia bajo el símbolo:KNL.
En 2011 Knoll recibió el Premio National Design Award for Corporate and Institutional Achievement del Museo Smithsonian.
El 1 de diciembre de 2016, Knoll anunció la adquisición de la compañía de mobiliario DataWeiser, con sede en Buffalo (Nueva York).
En diciembre de 2017, se anunció la adquisición de la compañía de mobiliario escandinavo Muuto con efecto en enero de 2018 por 300 millones de dólares.

## Diseñadores notables
Muchos grandes diseñadores han trabajado para Knoll, incluyendo:
- David Adjaye
- Anni Albers
- Franco Albini
- Don Albinson
- Davis Allen
- Emilio Ambasz
- Raul de Armas
- Sergio Asti
- Gae Aulenti
- Jhane Barnes
- Hans Bellmann
- Harry Bertoia
- Ayse Birsel
- Cini Boeri
- Irma Boom
- Marcel Breuer
- Don Chadwick
- Maria Cornejo
- Niels Diffrient
- Peter Eisenman
- Gianfranco Frattini
- Frank Gehry
- Rudi Gernreich
- Alexander Girard
- Charles Gwathmey
- Eszter Haraszty
- Sheila Hicks
- Pierre Jeanneret
- Florence Knoll
- Hans Knoll
- Maya Lin
- Piero Lissoni
- Ross Lovegrove
- Evan MacDonald
- Vico Magistretti
- Carl Magnusson
- Angelo Mangiarotti
- Roberto Matta
- Herbert Matter
- Michael McCoy
- Richard Meier
- Ludwig Mies van der Rohe
- Abbott Miller
- George Nakashima
- Marc Newson
- Isamu Noguchi
- Jay Osgerby
- Charles Pfister
- Warren Platner
- Charles Pollock
- Proenza Schouler
- Ralph Rapson
- Jens Risom
- Rodarte
- Eero Saarinen
- Richard Sapper
- Tobia Scarpa
- Ruth Adler Schnee
- Richard Schultz
- Robert Siegel
- Ettore Sottsass
- Stephen Sprouse
- Marianne Strengell
- Ilmari Tapiovaara
- Robert Venturi
- Lella Vignelli and Massimo Vignelli
- Hans Wegner

## Productos significativos

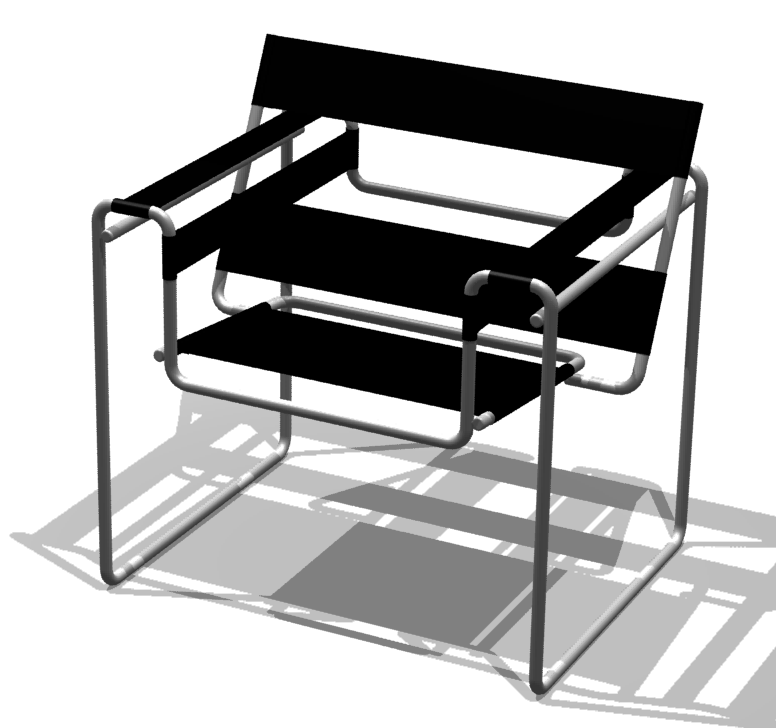
La Silla Wassily de Marcel Breuer

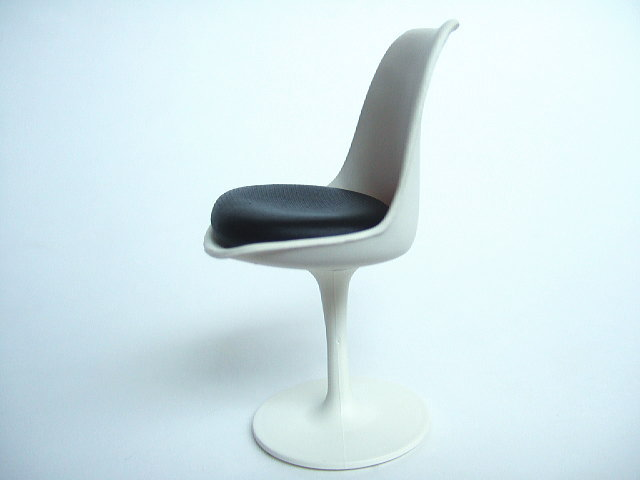
La silla Tulipán, diseñado para Knoll por Eero Saarinen en 1956

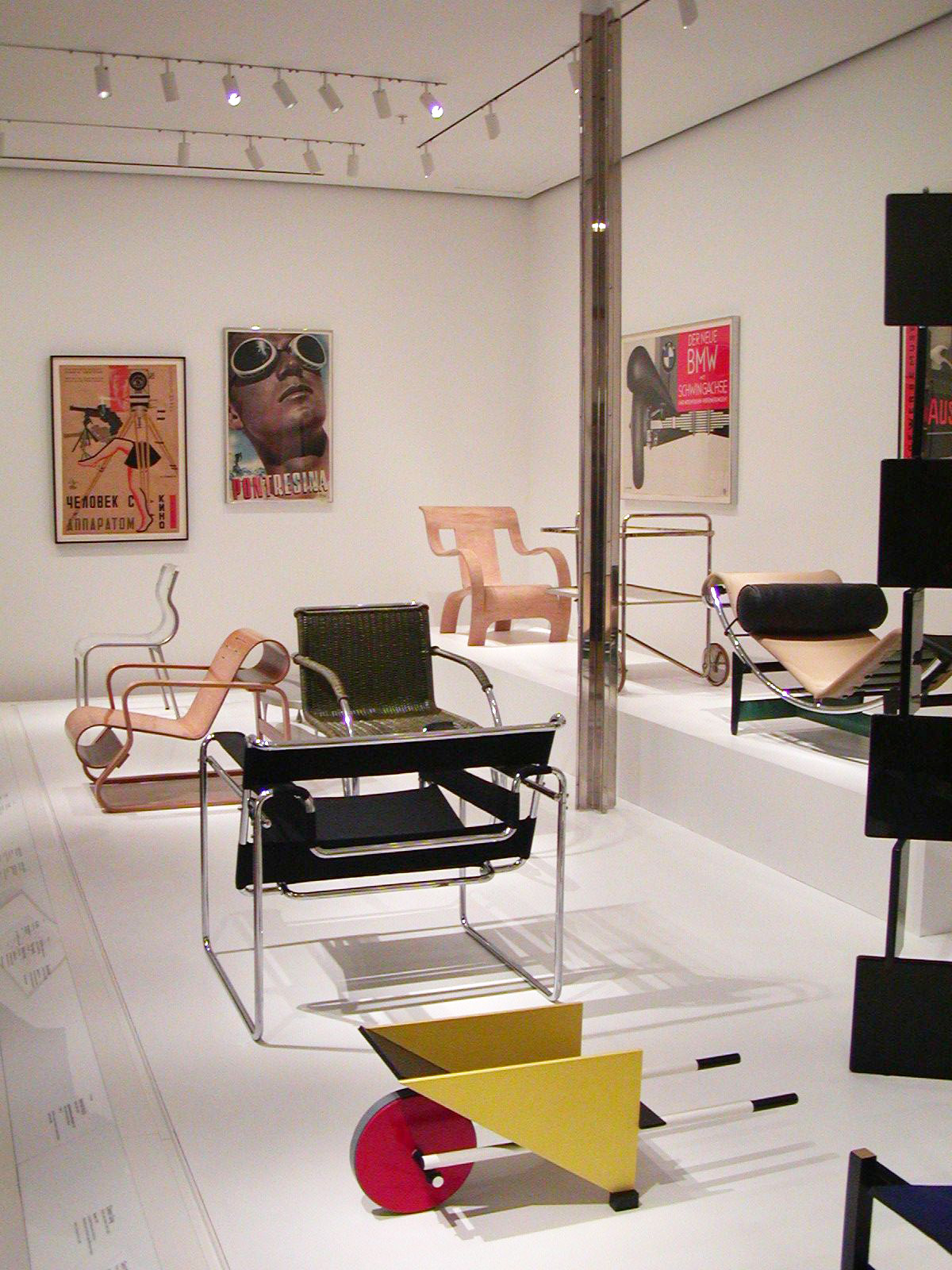
Muchos de los productos de la compañía forman parte de la colección permanente del MoMA en NYC.

Muchos de los productos de la compañía están incluidos en colecciones de museo, como el Museo Nacional de Diseño Cooper-Hewitt.
- En 1948, Eero Saarinen diseñó la silla womb[8]
- En 1956, la compañía encargó a Eero Saarinen diseñar la silla Tulipán.[9] Tras la producción de la silla tulipán, Saarinen diseñó la mesa tulipán.
- En 1953, la compañía acordó los derechos exclusivos de fabricación y venta del mobiliario de Mies van der Rohe, incluyendo la silla Barcelona diseñada en colaboración con Lilly Reich para el Pabellón alemán de Barcelona de 1929.
- La empresa tiene los derechos de producción de la silla Wassily de Marcel Breuer.
- En 1947, Knoll adquirió los derechos exclusivos de producción en EE. UU. de la silla BKF (silla Mariposa) diseñada por Jorge Ferrari-Hardoy. Las imitaciones más baratas inundaron el mercado. Knoll tomó acciones legales en 1950, perdiendo finalmente su demanda por infracción de derechos de autor. El modelo se abandonó en 1951.

## Preservación de arquitectura
Knoll patrocina exposiciones, becas, y otras actividades relacionadas con el diseño y laarquitectura moderna. En 2006, Knoll y el Fondo de Monumentos Mundial, una organización sin ánimo de lucro basada en Nueva York, lanzaron Modernism at Risk (Arquitectura Moderno en Riesgo), un programa de apoyo y conservación. El Modernism at Risk promueve soluciones de diseño para en arriesgar edificios modernos, proporciona financiación para proyectos de conservación, y promueve la concienciación de las amenazas a la arquitectura moderna a través de exposiciones y conferencias. 
El premio World Monuments Fund/Knoll Modernism Prize se otorga cada dos años a proyectos que conserven arquitectura moderna.
En 2008, el primer premio Knoll se otorgó a Winfried Brenne y Franz Jaschke de la empresa alemana Brenne Gesellschaft von Architekten para la restauración del antiguo edificio <i>ADGB Trade Union</i> en las afueras de Berlín. La escuela, construida entre 1928 y 1930, era un proyecto de la Bauhaus. Los arquitectos eran Hannes Meyer, entonces director del Bauhaus, y Hans Wittwer.
El 2010 el premio fue para Hubert-Jan Henket y Wessel de Jonge, los fundadores de Docomomo International, por la restauración del sanatorio Zonnestraal en Hilversum, Países Bajos.
En 2012 el premio lo ganó un consorcio de arquitectos y académicos japoneses por la restauración de la escuela Hizuchi de 1950 en la isla de Shikoku, Japón.

## Compañías similares
- Global Furniture Group
- Steelcase
- Herman Miller
- Vitra